# نووناگایوو
نووناگایوو (انگلیسی: Novonagayevo) یک شهرک در شهرستان کراسنوکامسکی استان باشقیرستان کشور روسیه است.